# 上海灘 (品牌)

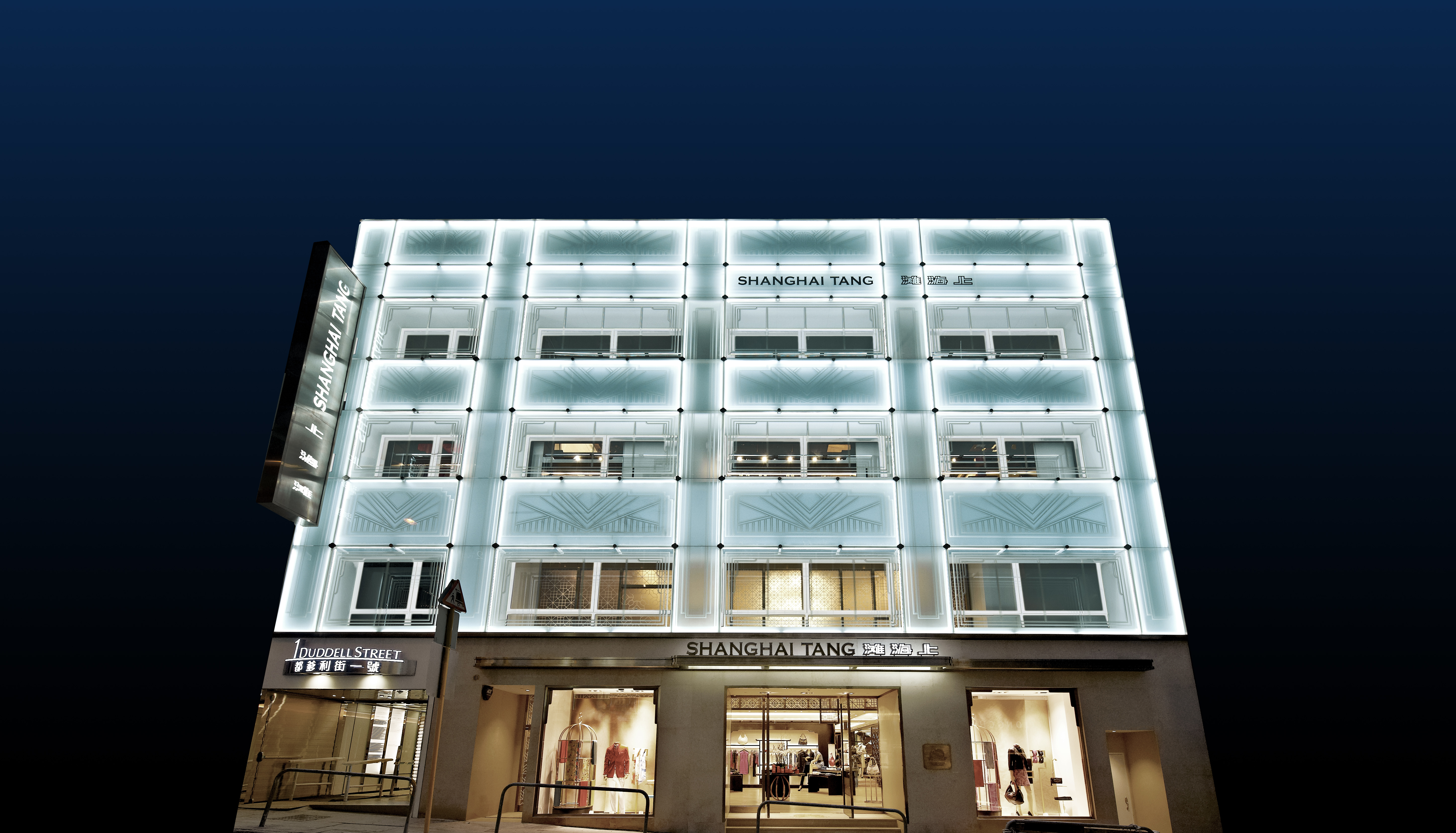
裝飾風藝術設計的香港中環都爹利街旗艦店

上海灘是香港的一間中國傳統服裝品牌，主力於高檔市場，由香港慈善家鄧肇堅之長孫鄧永鏘創辦。

## 歷史

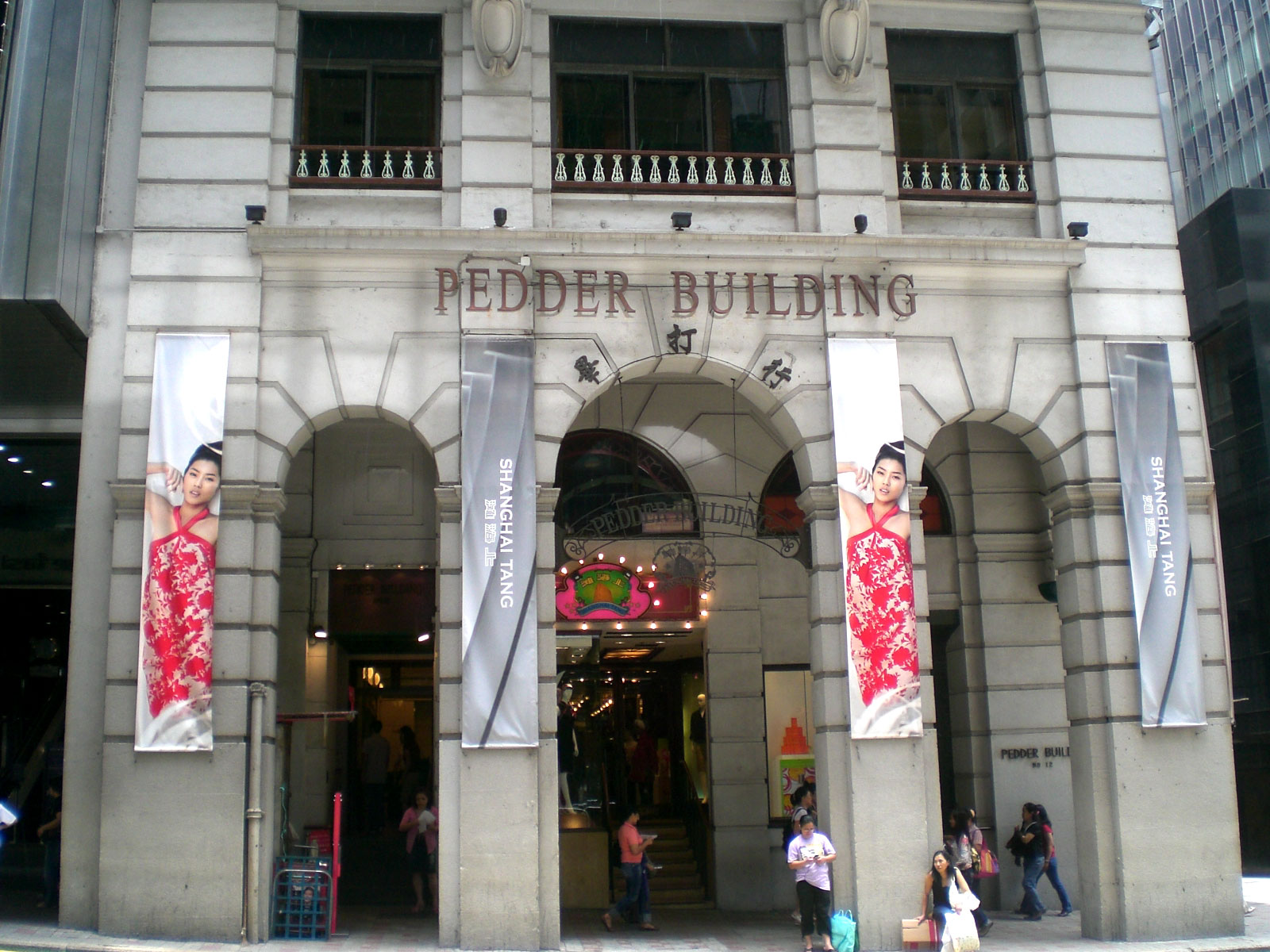
中環畢打行上海灘旗艦店（已搬出）

1994年，香港慈善家鄧肇堅之長孫鄧永鏘，以1億2,000萬港元在中環畢打行開設首間上海灘專門店，以1930年代上海衣著為設計藍本。品牌的英文使用了 Shanghai Tang，與創辦人鄧永鏘 David Tang 的英譯姓氏有所呼應。
1995年鄧永鏘把上海灘大部份股權以1億200萬港元出售予南非 Rembrandt 集團，只擔任董事。當時其母公司是瑞士的歷峰集團 (Richemont Group)，並計劃在2007年前開設共30間分店。
2017年7月4日歷峰集團出售上海灘的品牌給意大利服装制造商 A.Moda 董事长 Alessandro Bastagli 控股的一家企业及私募基金 Cassia Investments，惟未有披露其交易作價。
2018年12月9日意大利服装制造商 A.Moda 董事长 Alessandro Bastagli 控股的一家企业及私募基金 Cassia Investments 出售上海灘的品牌給中國的投資基金——雲月投資 (Lunar Capital)，惟未有披露其交易作價。

## 分店
上海灘售賣貨品包括家居裝飾、禮品、中式傳統男裝、女裝及童裝如唐裝等。位於中環畢打行的旗艦店共有四層，佔地12,000平方呎。不過該旗艦店於2011年換上美國品牌 A&F，月租約700萬元。
- 香港

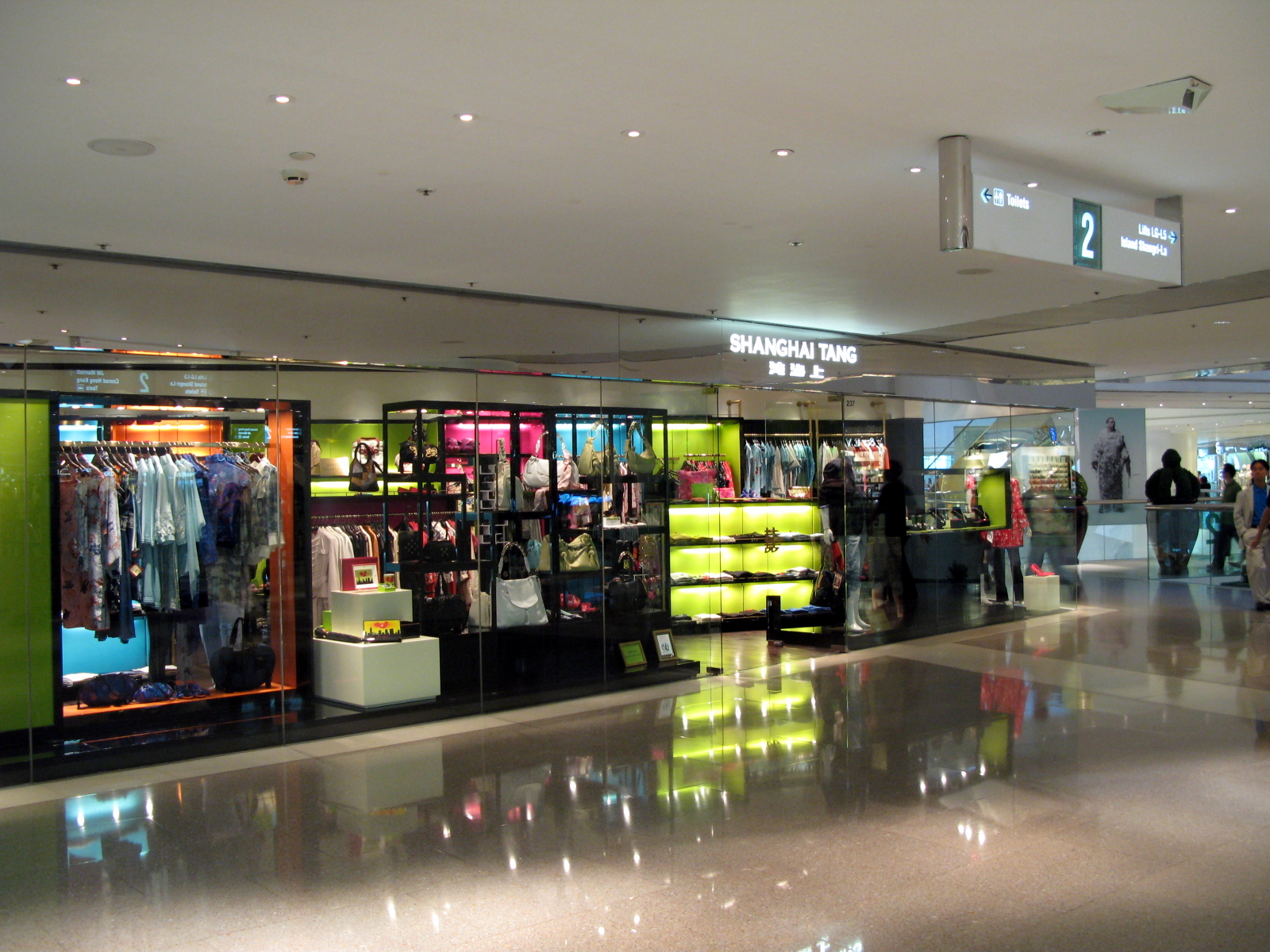
香港金鐘太古廣場上海灘分店

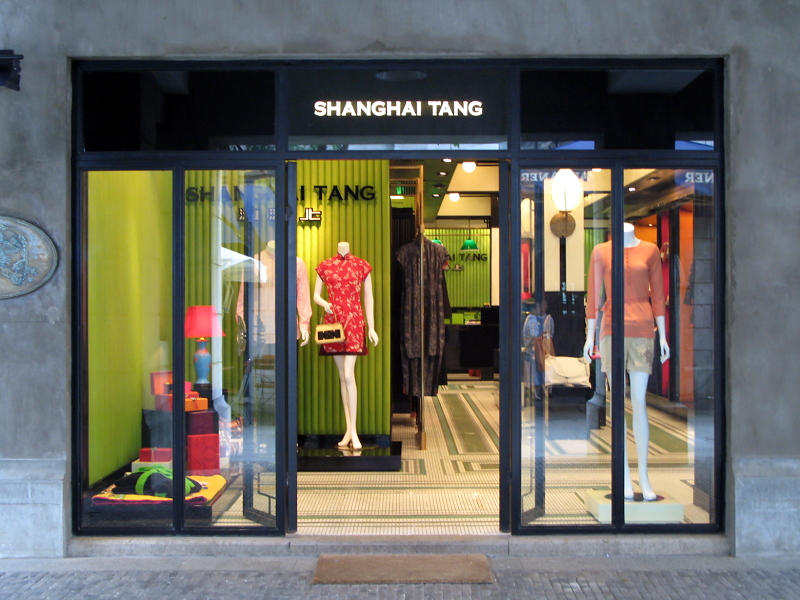
上海新天地上海灘分店

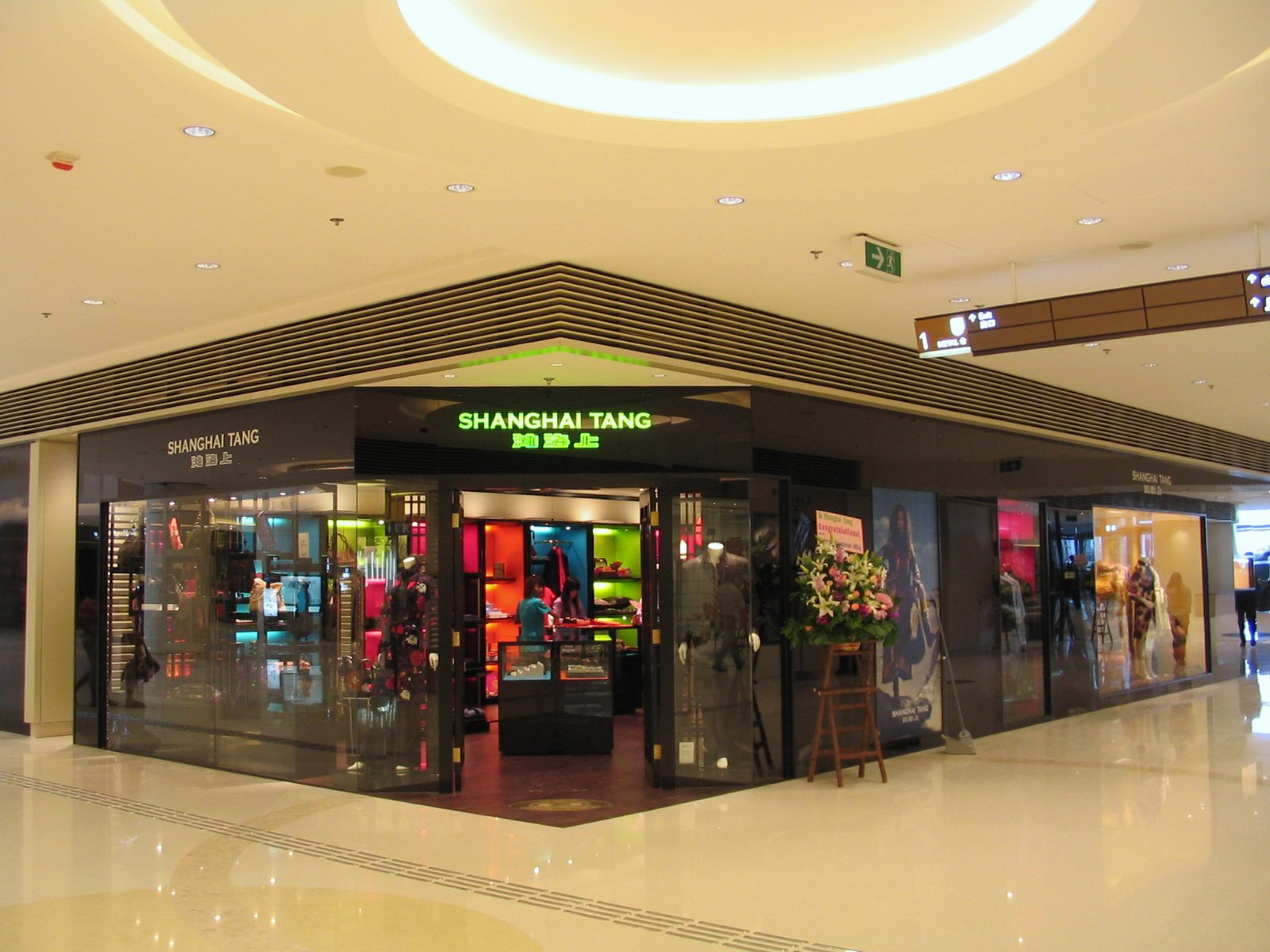
香港西九龍圓方上海灘分店

  - 中環都爹利街（旗艦店，前身位於中環畢打行）(已結業)
  - 金鐘太古廣場
  - 西九龍圓方(已結業)
  - 香港國際機場
- 澳門
  - 路氹金光大道四季酒店(已結業)
- 紐約
  - 麥迪遜大道（Madison Avenue）(已結業)
- 拉斯維加斯
  - 凱薩宮酒店（Caesars Palace）(已結業)
- 檀香山
  - 雅挪摩雅挪（Ala Moana Shopping Center）
- 巴黎
- 倫敦
- 米蘭
- 上海
  - 新天地
- 重庆
- 北京
- 廣州
- 東京
  - 銀座
- 新加坡
  - 義安城（Ngee Ann City）
- 曼谷
- 吉隆坡
  - Pavilion Kuala Lumpur

## 資料來源
- CNN（页面存档备份，存于）

## 外部連結
- 上海灘（页面存档备份，存于）